# She Shoulda Said No!
She Shoulda Said No! (en español, Ella debería haber dicho que no), llamada también Wild Weed, Marijuana, the Devil's Weed, The Story of Lila Leeds and Her Exposé of the Marijuana Racket y The Devil's Weed, es una película de 1949 perteneciente al género de exploitation. El filme sigue el espíritu moralista de historias como Reefer Madness o Marihuana (1936), que poseen su mismo estilo. Dirigida por Sam Newfield y con la actuación de Lila Leeds, se inspira en el arresto de ella y de Robert Mitchum, acusados de una conspiración relacionada con la marihuana. 
La película se estrenó con muchos títulos, y fue difícil conseguir una distribuidora, hasta que Kroger Babb adquirió los derechos y la relanzó como The Story of Lila Leeds and Her Exposé of the Marijuana Racket. Su éxito relativo sobrevino después de que los carteles se rehicieran junto a una historia inventada acerca de que el Departamento del Tesoro de los Estados Unidos presentaba el filme.

## Argumento
El personaje de Leeds es Anne Lester, una joven huérfana que intenta pagar la educación universitaria de su hermano. Tras conocer a Markey, un vendedor de drogas, Anne comienza a creer que debe fumar marihuana para encajar en el grupo de sus amigos. Luego asiste a una «fiesta de té», donde la prueba por primera vez. Como siente que esto no le causa efectos, pierde su miedo y sigue fumando.
Más tarde, por el consumo de la droga, Anne acaba perdiendo muchas de sus inhibiciones y la película muestra escenas de ella bajo su influencia, incluyendo algunas donde se ve su promiscuidad sexual. A medida que la trama sigue, es despedida de su empleo y comienza a vender droga para Markey. Su hermano se ahorca cuando descubre su nuevo trabajo. Anne es arrestada y circula por varias guardias psiquiátricas y cárceles donde terminan los traficantes de drogas. Finalmente, tras cincuenta días presa, queda en libertad y, ya sin la adicción, coopera con las autoridades en la búsqueda de Markey.

## Producción y promoción
La película en sí es semibiográfica y trata de una historia que la misma Leeds experimentó. Se inspiró en el arresto de los actores de cine Robert Mitchum y Leeds por posesión de marihuana. El 1 de septiembre de 1948 ambos, junto con dos personas más, fueron encarcelados por haber estado fumando marihuana en la casa de la protagonista temprano en la mañana y se los acusó de la felonía de estar en posesión de narcóticos. La empatía pública por Mitchum, ya una estrella, hizo que se atenuara su acusación en conspiración por poseer marihuana y su sentencia de sesenta días de cárcel en 1951 no se realizó. Sin embargo, la desconocida Leeds sí la cumplió y quedó en período de prueba por cinco años.

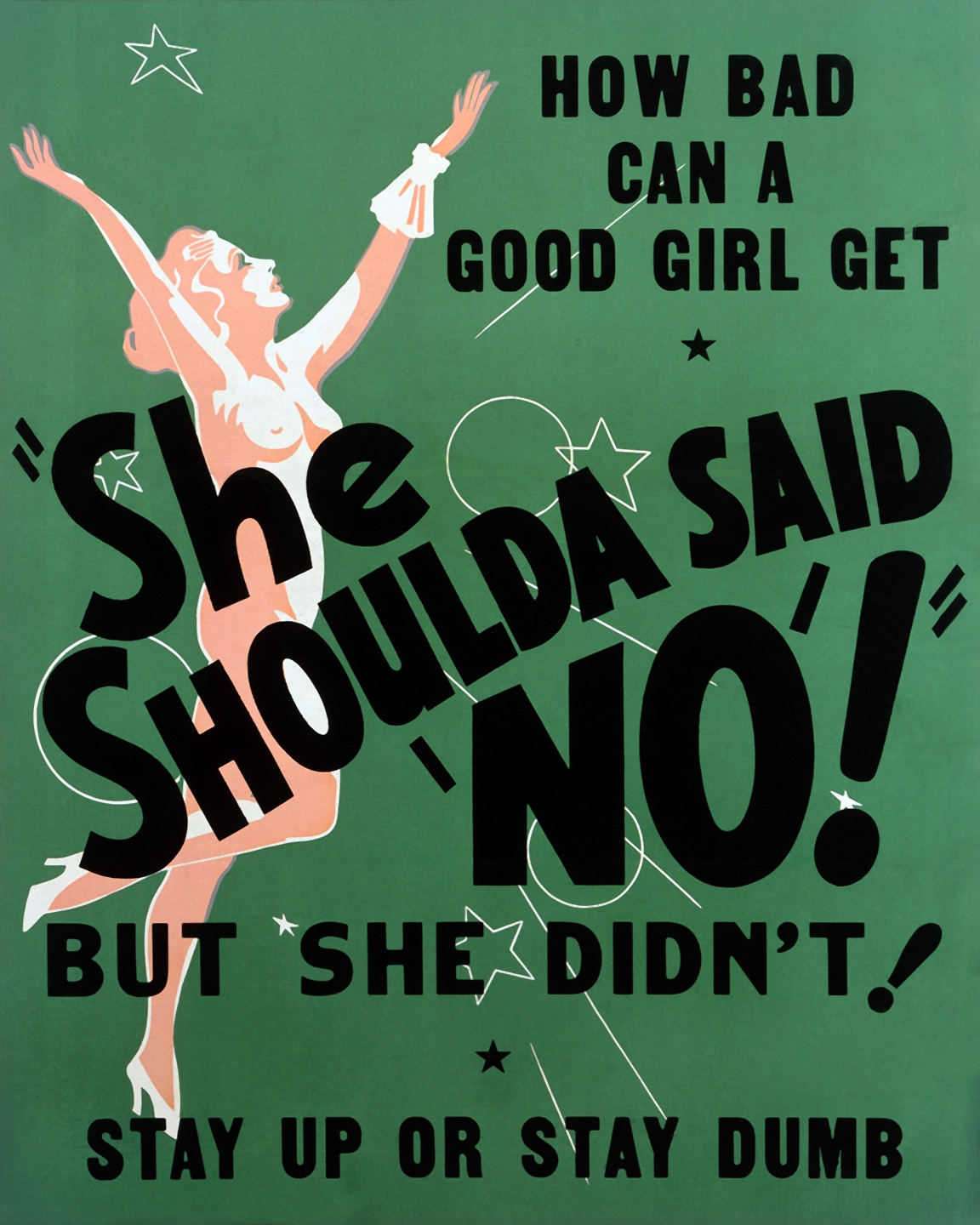
Cartel promocional para la película en 1949.

Tras su puesta en libertad, Leeds luchó por conseguir trabajo en Hollywood y firmó un contrato como protagonista en Wild Weed, una película que, según el productor Richard Kay, estaba «basada en las circunstancias del arresto de Lila Leeds y Robert Mitchum». Durante la promoción del filme en 1949, Leeds, que tenía veintiuno cuando la arrestaron, dijo que aparecer en una película haría que la gente de su edad se abstuviera de consumir drogas,  pero en 1952 reveló en la revista Collier's que «le hicieron sólo un ofrecimiento [...] que fue un intento obvio de lucrarse con la atención que atrajo el caso de Mitchum. Acepté, estaba quebrada». La película obtuvo la aprobación de la Comisión Federal de Narcóticos para usar referencias a las drogas, una práctica corriente en aquel entonces, pese a que el organismo no tenía poder para censurar las producciones cinematográficas. Se usó la trama de la película para propagar las creencias de aquel entonces, como que el consumo de drogas lleva a cometer crímenes y la teoría de que la marihuana es una «puerta de entrada» para otras drogas más fuertes. Esto último era un argumento usado para su prohibición en aquel entonces y algo que Leeds sostuvo basándose en su historia con la marihuana y la heroína.
Con el auspicio de Franklin Productions, Kay filmó la película en seis días, algo común dado que la mayoría de las películas de serie B de aquel entonces se rodaban en un tiempo tan breve. Inicialmente, Eureka Productions distribuyó el filme, pero le fue difícil encontrar un público hasta que Hallmark Productions, de Kroger Babb, consiguió los derechos para ello. Al principio, Babb comercializó la película bajo el título de The Story of Lila Leeds and Her Exposé of the Marijuana Racket, pero no tuvo éxito hasta que fue a cambiarlo por She Shoulda Said No!. Utilizó la sensualidad de Leeds para crear nuevas fotografías y carteles promocionales y un nuevo eslogan: How bad can a good girl get... Without losing her virtue or respect? («¿Qué tan mala puede volverse una buena chica sin perder sus virtudes o su respetabilidad?»). Además, envió cartas a comunidades locales afirmando falsamente que el Departamento del Tesoro de los Estados Unidos imploraba a Hallmark estrenar la película «en la mayor cantidad de ciudades y pueblos en el menor tiempo posible», como servicio público. En los créditos, se afirmaba erróneamente que los productores deseaban «hacer pública la cooperación espléndida de los expertos en narcóticos de la Nación y los departamentos del Gobierno, quienes contribuyeron de muchas maneras al éxito de esta producción. [...] Si esta presentación salva a una chica o a un chico de volverse un "amigo de la droga", entonces la historia estuvo bien contada».
Babb, quien adquirió popularidad por sus estrategias de mercadotecnia varias, organizó presentaciones ocasionales para Leeds y dictó conferencias en funciones de la película. El productor solía organizar una función de medianoche dos veces por semana en la misma localidad. David F. Friedman, quien luego emplearía la película en sus facturaciones dobles, atribuyó la estrategia de distribución a que el filme era tan pobre en calidad que Babb quería lucrarse con él y empezar un nuevo proyecto lo antes posible.

## Recepción

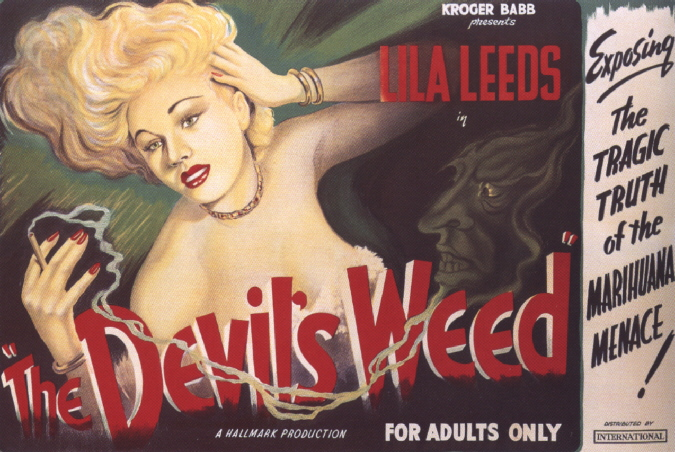
Cartel de promoción para la película con el título de The Devil's Weed.

Según Friedman, las presentaciones de Babb recaudaron más dinero que las de ninguna otra película en esas mismas salas que hubiera agotado las entradas. Si bien las cifras en dólares no se encuentran disponibles debido a la naturaleza del género, conocido por su falta de registros y sus prácticas poco usuales para la distribución, el éxito financiero de She Shoulda Said No! llevó a los productores, en 1951, a importar una película de Argentina llamada Marihuana. Dicho largometraje, que habla de un doctor que se inmiscuye en el mundo de la drogadicción para saber más sobre la muerte de su esposa y acaba siendo él mismo un drogadicto, no tuvo tanto éxito como otros dentro del exploitation, dado que el público estaba más interesado en el consumo de droga por parte de la juventud.
She Shoulda Said No! no tuvo una buena recepción crítica tras su lanzamiento inicial. En reseñas más actuales, la película tampoco ha sido bien vista. Por ejemplo, Hal Erickson del sitio web de críticas AllRovi afirmó que era «inintencionalmente [para] morirse de risa cuando se la mira hoy en día», aunque calificó a los actores como «sorprendentemente buenos». Por su parte, la página Filmes de France afirmó que en general, la película es «muy pobre». La producción y distribución de películas sobre las drogas disminuyó notablemente tras el estreno de She Shoulda Said No!, hasta que El hombre del brazo de oro de Frank Sinatra hizo que se modificara el Código Hays, que era un sistema que operaba sobre las productoras y regulaba varios tipos de contenido cuestionable en las películas.
La película recibió cierta atención debido a su clasificación de película de serie B y figuró en varios compilados, además de que su enfoque obsceno se consideró como su ventaja principal a la hora de las ventas. En 1993, se lanzó en VHS como parte de «David Friedman's Roadshow Rarities», el volumen número veintinueve de la serie de videos Something Weird. En 2006, Alpha Video Distributors lanzó en formato DVD la película, que seguía teniendo publicidades de estilo exploitation.

## Reparto
- Knox Manning: Narrador
- Alan Baxter: Markey
- Lyle Talbot: Capitán Hayes
- Lila Leeds: Anne
- Michael Whelan: Treanor
- Mary Ellen Popel: Rita
- Doug Blackley: Mason
- David Holt: Bob Lester
- Don C. Harvey: Teniente Tyne
- David Gorcey: Ricky
- Jack Elam: Raymond
- Dick Cogan: Edmunds